# 森氏柳
森氏柳又名台湾柳，是杨柳科柳属的植物，是台灣的特有植物。分布在台灣本島，生长于海拔2,000米至2,830米的地区，多生在开旷地以及溪流旁，目前尚未由人工引种栽培。